# Elektrisk spole
 For alternative betydninger, se Spole.
En elektrisk spole er en elektrisk leder, som er fremstillet til at have en ganske bestemt selvinduktion.
Enhver praktisk elektrisk leder besidder i større eller mindre grad en egenskab, som kaldes for selvinduktion, en fysisk størrelse som måles i Henry. 

## Sådan virker en spole
Da man får mest selvinduktion ud af et givet stykke elektrisk leder ved at vikle det sammen til en "spole", består en elektrisk spole netop af et stykke sammenviklet metaltråd (minder lidt om en skruefjeder).
En spole kan enten være lavet af kraftig ("stiv") metaltråd, som er viklet om en "spoleform" uden andet end tråden selv til at bære vægten (en såkaldt luftspole). Eller en noget tyndere tråd kan være viklet på et lille "bærende stativ" af f.eks. plast.
I midten af spolen kan man anbringe en kerne af enten jern eller ferrit – tilstedeværelsen af en sådan kerne forøger spolens selvinduktion.

### Spoler og jævnspænding
Forbinder man de to frie ender af lederen i en spole til en jævnspændingskilde, begynder strømmen ikke at flyde med det samme – i stedet stiger strømstyrken lineært (ideel spole uden ohmsk modstand og med en ideel jævnspændingskilde). Hvis spolen har en ohmsk modstand, hvad de fleste spoler har, så vil strømmen først stige lineært og senere stige asymptotisk mod en maksimal værdi bestemt af spændingskilden og spolens modstand.
Mens strømstyrken tiltager, opbygger spolen et magnetfelt – man kan efterfølgende demonstrere at spolen er magnetisk, og af samme grund kaldes en jævnspændingsspole med kerne også for en elektromagnet (eller solenoide).

### Spoler og vekselspænding
Forbindes spolen til en vekselspændingskilde (hvis spændingen skifter retning med en vis frekvens eller "regelmæssig hyppighed"), behøver strømstyrken gennem spolen ikke nå op i nærheden af den maksimalt mulige. Dog løber der en vis vekselstrøm i spolen, og spolen fungerer i denne situation som en slags "modstand" (reaktans), hvis størrelse afhænger af to ting:
- Spolens selvinduktion; jo større selvinduktion, desto større modstand udvirker spolen
- Vekselspændingens frekvens; jo højere frekvens, desto større modstand for en given selvinduktion. På grund af denne egenskab bruges spoler ofte i radioteknikken sammen med kondensatorer (kombinationen kaldes svingningskredse) til at gøre f.eks. en radiomodtager følsom for signaler indenfor et bestemt frekvensinterval (radiokanal), og så ufølsom som muligt for alle andre frekvenser.

Formlen for en ideel spoles reaktive modstand (reaktive del af impedansen) som funktion af frekvensen:
{\displaystyle X_{L}=\omega L=2\pi fL}
Ved hjælp af komplekse tal angives den reaktive modstand mere præcist:
{\displaystyle Z=(0+i\omega L)=(0+i2\pi fL)}
Hvor {\displaystyle X_{L}} er den induktive reaktans, {\displaystyle Z} er spolens impedans, {\displaystyle \omega } er vinkelfrekvensen, {\displaystyle f} er frekvensen i hertz og {\displaystyle L} er spolens induktans i Henry.

## Mål og egenskaber for spoler
Selvinduktionen i en spole bestemmes af fire egenskaber ved spolen:
- Spolens vindingers diameter; jo større diameter, desto større selvinduktion.
- Antallet af vindinger; selvinduktion stiger stort set med vindingsantallet i anden (n²).
- Spolens bredde – jo smallere plads vindingerne er lagt i – desto højere selvinduktion.
- Det materiale der tjener som evt. "kerne" i spolen. Nogle materialer  vil øge selvinduktionen med helt op til 10.000 gange (jern).

Ved at anvende en tynd tråd kan man vikle en spole med mange vindinger i samme rumfang i forhold til en spole med tykkere tråd, og derigennem opnå en stor selvinduktion. Imidlertid vil der være en vis (utilsigtet) elektrisk modstand, og denne såkaldte tabsmodstand "forringer" spolen på to måder: 
- Når spolen gennemløbes af en elektrisk strøm, går en del af den elektriske energi tabt som varme, der udvikles i spoletråden på grund af den utilsigtede ohmske modstand. Den elektriske energi tabes proportionalt med strømmen i anden (I²).
- Bruges spolen i føromtalte radiomodtager, bliver det afstemte kredsløb mindre følsomt over for signaler med den ønskede frekvens, og for følsomt overfor signaler der frekvensmæssigt ligger tæt på den ønskede frekvens. Man siger faktisk også at spolens godhed mindskes.